# FC Lorient

Football Club Lorient-Bretagne Sud, FC Lorient ali preprosto Lorient je francoski nogometni klub iz Lorienta, ki trenutno igra v 2. francoski nogometni ligi.

FC Lorient je bil ustanovljen 2. aprila 1926. Njihov največji uspeh je bila zmaga v francoskem pokalu leta 2002 in nastop v finalnem obračunu ligaškega pokala istega leta. V sezoni 2005/06 je končal kot tretji v 2. francoski nogometni ligi in si tako prisvojil povratek v 1. ligo. Njihov domači stadion je Moustoir. 